# Los Delinqüentes
Los Delinqüentes fue un grupo musical andaluz, originario de Jerez de la Frontera (Cádiz), formado en 1998 por Miguel Ángel Benítez Gómez "Er Migue" (1983-2004) y Marcos del Ojo, "Er Canijo de Jeré", a los que se uniría posteriormente Diego Pozo "Er Ratón".
Su música bebe del flamenco más festivo, fusionado con rock, blues, reggae y funk. En sus canciones, cargadas de expresiones populares y cantadas en andaluz, la guitarra flamenca, el cajón y el kazoo tienen un peso específico. 
El grupo adoptó su nombre estilizando el título del tema Los delincuentes de Veneno, de su álbum homónimo de 1977. Kiko Veneno ha sido siempre uno de sus más importantes referentes musicales.
Populares en España e Hispanoamérica, la banda estuvo de gira en diversas ocasiones en México.
La banda anunció en 2012 su separación para comenzar proyectos musicales independientes.

## Historia

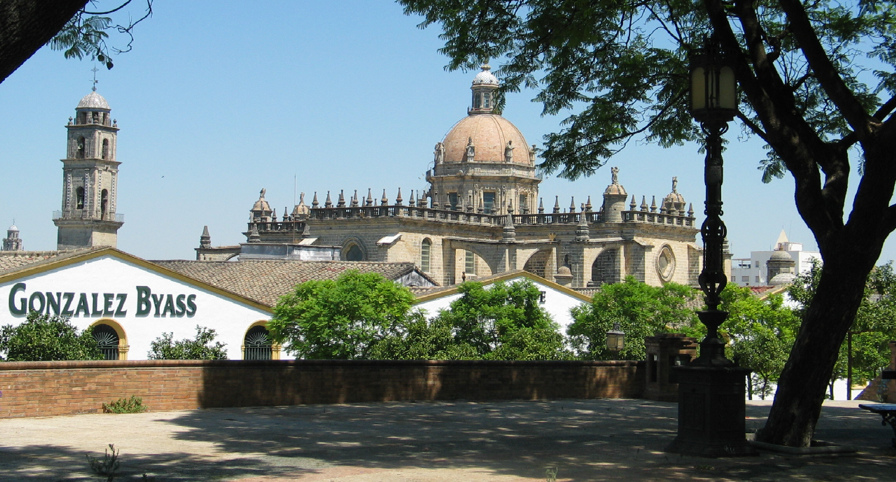
Imagen de Jerez de la Frontera; la ciudad es motivo frecuente de la música del grupo.

### Origen
El grupo tuvo sus inicios en 1998, cuando Miguel Ángel Benítez Gómez y Marcos del Ojo, que por entonces hacían teatro y daban conciertos, se conocieron en el Instituto Caballero Bonald de Jerez y montaron con sus amigos la "Peña Los 7". Marcos y Migue, que escribían canciones desde que ambos tenían 15 años y solían ensayar en la estación de mercancías de ferrocarriles de Jerez, conocieron a Diego Pozo después de un concierto con su antiguo grupo, Palocortao, en el pub "Los Dos Deditos".
Diego dio clases de guitarra flamenca a Miguel y Marcos, que querían tocar rock y aprender a puntear. Cuando llevaban unas clases juntos, Diego escuchó su primera maqueta y les presentó a Josema García-Pelayo, que se convertiría en el productor del grupo. Su segunda maqueta, en la que aparecía la canción El duende garrapata, cuya música fue empleada para la canción de los Juegos Ecuestres Mundiales de 2002, les ayudó a que comenzaran a ser conocidos en su tierra.
Josema García-Pelayo distribuyó la maqueta por diferentes casas discográficas y firmaron los derechos editoriales con BMG Ariola. En 1999, tras grabar varias maquetas, rechazaron una oferta de Sony para firmar con Virgin, con quienes grabaron su primer álbum, El sentimiento garrapatero que nos traen las flores, que alcanzó el disco de oro. Migue y el Canijo contaban solamente con 16 y 17 años, respectivamente.

### Popularidad

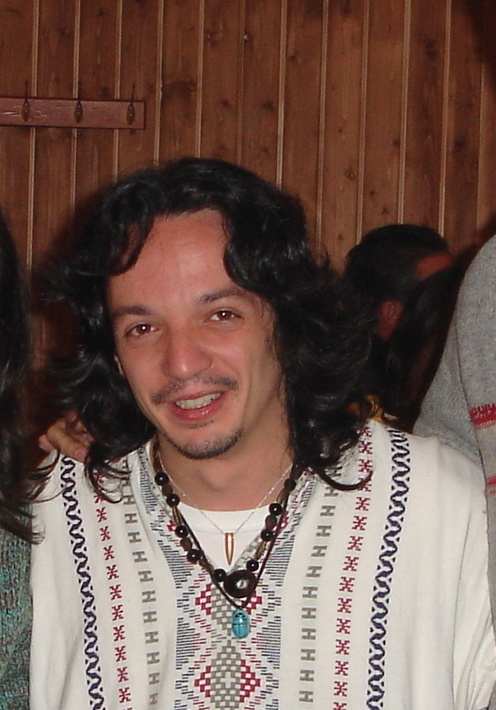
Diego Pozo.

Diego Pozo, junto con su Banda del Ratón fueron miembros del extinto grupo PaloCortao. El cantante de PaloCortao fue "El Daviles", actual miembro-corista de la Banda del Ratón. PaloCortao influyó en el grupo aportando temas tan emblemáticos como «Tabanquero», «No llevamos ná» o «Amor plutónico». Todos estos temas los canta de nuevo el Daviles en Los Delinqüentes, amén de otros temas originales como «El abuelo Frederick» o «No me quites mis tomates». 
El 6 de julio de 2004 falleció Miguel Benítez de una parada cardiaca a los 21 años. En 2005, la banda se reagrupa y decide sacar El Verde Rebelde Vuelve, que incluye colaboraciones de Kiko Veneno, Raimundo Amador, Gualberto (de Smash) y Bebe.
En la temporada 2004/05 colaboraron en la campaña de captación de abonados del Xerez Club Deportivo con la canción «Harte sosio amigo» que sirvió de eslogan para la campaña y que cantaron en la presentación oficial de la plantilla en el Estadio Municipal de Chapín.
En 2006 publican el DVD con CD Recuerdos Garrapateros de la Flama y el Carril . El CD incluye dos canciones nuevas y reediciones con colaboraciones de Muchachito, La Excepción, Kiko Veneno, Raimundo Amador, Bebe y Diego Carrasco. El DVD,  llamado Chinchetas en el aire, incluye un concierto realizado en Jerez de la Frontera el 15 de septiembre de 2005 en homenaje a Miguel Benítez y donde presentaron su nuevo disco, El Verde Rebelde Vuelve. Este DVD también incluye un documental sobre la vida de los "delinqüentes" y sus videoclips. 
En enero de 2024, Productores de Música de España (PROMUSICAE) certifica como discos de oro sus canciones «A la luz del Lorenzo» y «Nube de pegatina», como disco de platino «La primavera trompetera» y como doble disco de platino «El aire de la calle».

### Colaboraciones y separación
En 2006 forman el supergrupo G5 con Kiko Veneno, Tomasito y Muchachito (Jairo Perera, de Muchachito Bombo Infierno) y publican el disco Tucaratupapi.
A finales de 2007 versionan con Maldita Nerea su canción El secreto de las Tortugas.
El 5 de mayo de 2009, tras una larga espera debido a unos problemas con la discográfica, publican  Bienvenidos a la Época Iconoclasta, un disco más optimista y producido con más instrumentos de lo habitual, con colaboraciones de Kiko Veneno, Julieta Venegas, Leiva de Pereza, entre otros artistas.
En 2010 los miembros del grupo participan en Cómo Apretar los Dientes, el disco póstumo de su creador, Miguel Ángel Benítez Gómez. En él también colaboran diversos artistas como Tomasito, Kiko Veneno o El Torta También en 2010, componen y tocan la banda sonora del cortometraje "Voltereta". del algecireño Alexis Morante " El sábado 24 de septiembre de 2010 inauguran su nuevo local de música en Jerez de la Frontera, llamado "Tío Zappa", coincidiendo con la presentación de su nuevo disco "Los Hombres de las Praderas y sus Bordones Calientes" con Tomasito
En el año 2012 anuncian su separación.

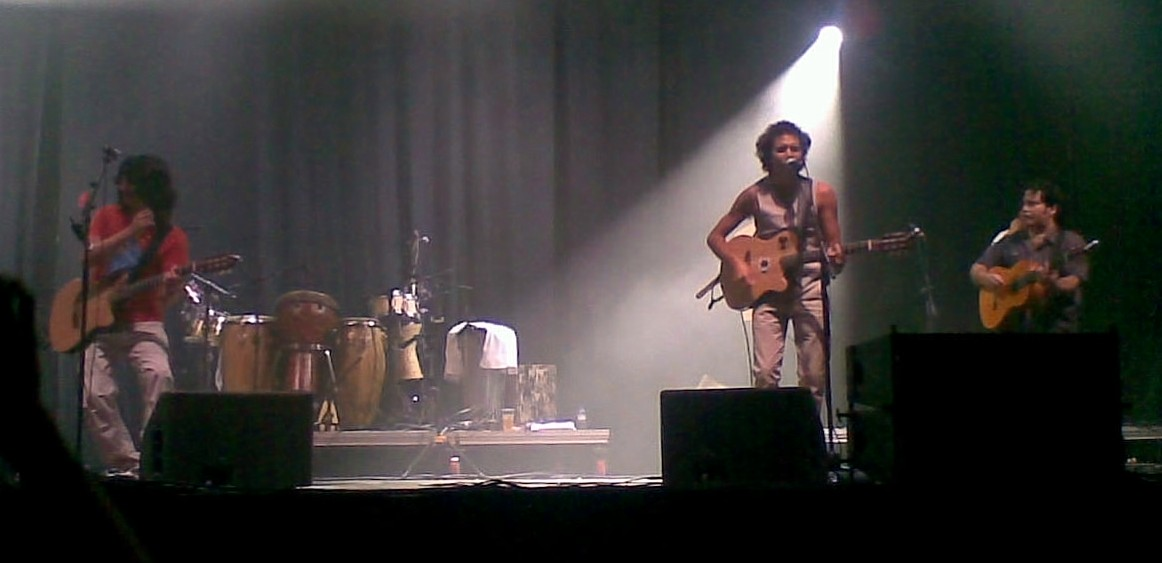
Los Delinqüentes durante su actuación en el festival "Festín Caníbal" de Barcelona en junio de 2008.

### El regreso de la banda
En febrero de 2025, Los Delinqüentes anunciaron su regreso a los escenarios tras casi 15 años de inactividad. La banda, celebrará el 25º aniversario de su álbum debut, "El sentimiento garrapatero que nos traen las flores", con un concierto programado para el 24 de abril de 2026 en el Movistar Arena de Madrid. Durante este evento, interpretarán íntegramente su primer disco, además de otros éxitos de su trayectoria. Como homenaje a "Migue", se proyectarán imágenes y se utilizará su voz sincronizada con la banda, ofreciendo una experiencia única para los seguidores. 

## Carreras en solitario
Er Migue, el cantante  original de la banda, fue el primer "delinqüente" en decidirse a  comenzar su carrera en solitario. Su fallecimiento interrumpió la finalización de su trabajo "Cómo apretar los dientes" con "Los Matajare", aunque la obra fue finalmente publicada de manera póstuma.
Er Canijo ha editado en solitario los álbumes El Nuevo Despertar de la Farándula Cósmica (2012, reeditado en 2022 como “El Nuevo Despertar de la Farándula Cósmica” Edición Especial 10º Aniversario), La Lengua Chivata (2014), Manual de Jaleo (2018) y Constelaciones de Humo (2020). En 2017 comenzó el proyecto Estricnina junto a Juanito Makande.
Er Ratón retomó la actividad con su antiguo grupo Palocortao (financiado a través con micromecenazgo) mientras participa en formaciones como Astola & Ratón y colabora con artistas como Joe Crepúsculo o Nacho Vegas, además de participar en el supergrupo G-5 con Kiko Veneno, Tomasito, Muchachito Bombo Infierno y su antiguo compañero en los Delinqüentes Er Canijo.

## La Garrapata y el término "garrapatero"

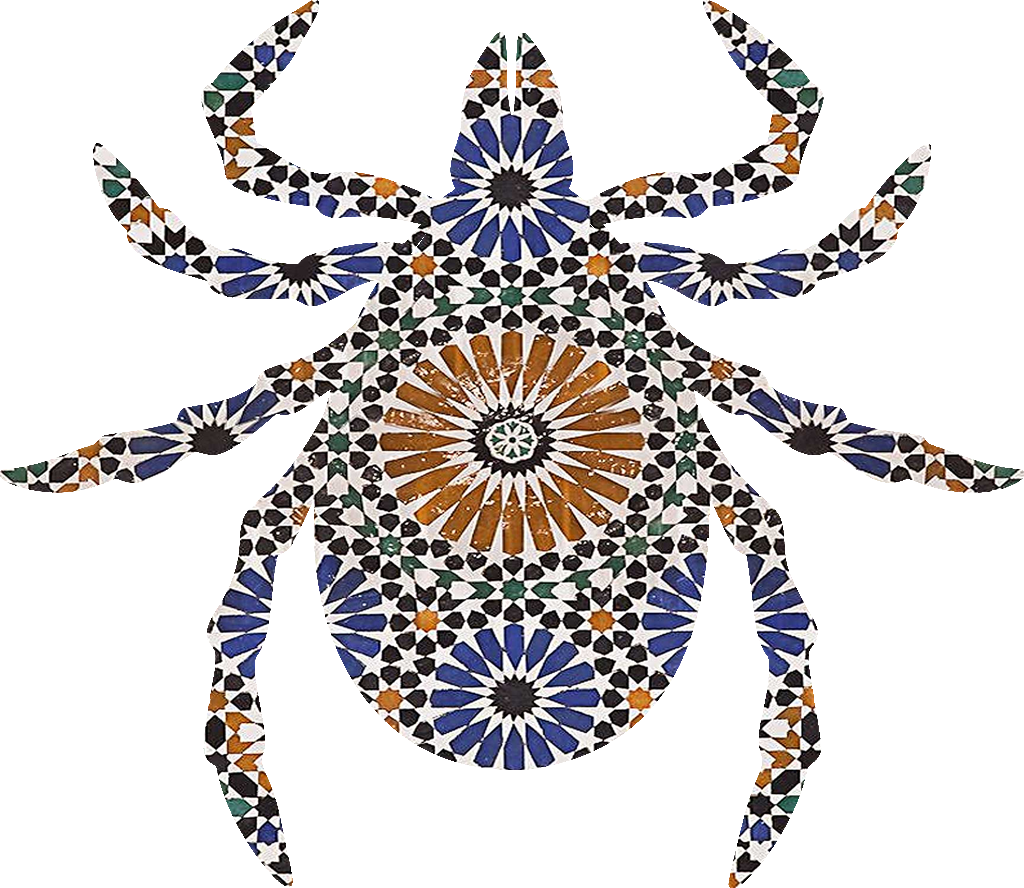
Garrapata, símbolo de Los Delinqüentes, inspirada en los azulejos andaluces, que tanto representan el arte garrapatero.

El icono del grupo es una garrapata y Los Delinqüentes emplean a menudo el término "garrapatero", con el que denominan a su estilo y a su gente. Este término lo acuñó Er Migue, que solía coger garrapatas en el campo donde creció, y lo relacionó con un estilo de vida y  una forma de ser. Por ello a la gente y las cosas que le gustaban y con los que se sentía identificado les llamaba garrapateros.
Según Er Migue "garrapatero es porque yo de chico vivía en el campo siempre y yo tenía perros de toda la vida, y le quitaba las garrapatas porque era un animal que siempre me ha atraído mucho. Veía algo que me gustaba, una moto que me gustaba por ejemplo, una Mobilette y decía yo: ¡qué moto más garrapatera, compadre!".
Garrapatero sería, por lo tanto, lo natural, callejero y auténtico. O, en palabras de Er Canijo, "eso es como cuando te revuelcas en el barro pero estás a gusto y te da igual mancharte. Cuando eres feliz con lo poco que tienes. La gente que hace la vida más fácil es la gente garrapatera."

## Discografía

### Álbumes
| Año de publicación | Título                                                            | Discográfica           | Notas                                         |
| 2001               | El sentimiento garrapatero que nos traen las flores               | Virgin Records         | Disco de oro (más de 50.000 copias vendidas)  |
| 2003               | Arquitectura del aire en la calle                                 | Virgin Records         |                                               |
| 2005               | El verde rebelde vuelve                                           | Emi Music/Virgin Spain |                                               |
| 2006               | Recuerdos garrapateros de la flama y del carril                   | Emi Music/Virgin Spain | CD de grandes éxitos + DVD en memoria a Migué |
| 2009               | Bienvenidos a la época iconoclasta                                | El Volcán Música       |                                               |
| 2010               | Los hombres de las praderas y sus bordones calientes con Tomasito |                        |                                               |
| 2011               | El sentimiento garrapatero 10º Aniversario                        | Virgin Records         | Doble CD + DVD                                |
| 2024               | El sentimiento garrapatero (las maquetas)                         |                        |                                               |

### DVD
| Año de publicación | Título                | Discográfica   | Notas |
| 2006               | Chinchetas en el aire | Virgin Records | Concierto homenaje a Miguel Benítez "Migue".Celebrado el 15 de septiembre de 2005 en Jerez de la Frontera + Contenido extra |

### Otros
- Tucaratupapi, G-5 , con Muchachito, Kiko Veneno y Tomasito. CD y DVD. EMI, 2006

## Otras actividades
Han inaugurado un local en el centro de Jerez: "La Ratonera" (antiguo Tío Zappa) junto a Tomasito.

## Premios
- Premio al mejor disco flamenco en la 3.ª edición de los Premios de la Música Independiente, otorgado a su disco "Los Hombres de las Praderas y sus Bordones calientes".[19]

## Colaboraciones
| Colaborador(es)                | Canción(es)                              | Año  |
| ------------------------------ | ---------------------------------------- | ---- |
| El Arrebato                    | Me gusta lo que soy                      | 2005 |
| Gérmenes                       | Oxígeno Oye; El libro La lechera Fresca  | 2006 |
| Bebe Muchachito Bombo Infierno | La Rumba Del Pollo                       | 2006 |
| El Desván del Duende           | Macetas de colores                       | 2006 |
| Pereza                         | Superjunkies                             | 2006 |
| Maldita Nerea                  | El secreto de las tortugas               | 2007 |
| La Guardia                     | El blues de la nacional II               | 2008 |
| Los Chichos                    | Ni más ni menos                          | 2008 |
| Tabletom                       | Nadie Más                                | 2008 |
| Rey Morao                      | Levante del estrecho                     | 2009 |
| Rash                           | ¡Ay Manuela!                             | 2009 |
| Josete                         | Que me dejen                             | 2009 |
| La Selva Sur                   | El Muerto                                | 2010 |
| El Kisky                       | Mi abuelo Manué                          | 2010 |
| Albertucho                     | El cuento del que no limpia el fregadero | 2010 |
| Maldita Nerea                  | El inventario                            | 2011 |
| Filiu                          | Filiu y Cia                              | 2012 |

### Banda sonora
- Marujas asesinas (2001)
- Noviembre (2005)
- Mortadelo y Filemón: Misión salvar la tierra (2008).
- Sintonía de la sección "Papparazi" del programa "Sé lo que hicisteis..." (2008).
- Voltereta (2010)

### Recopilaciones
- Pa Quijote, nosotros... con la canción Loco Hidalgo Caballero.